# El honorable inquilino
El honorable inquilino es una película de Argentina en blanco y negro dirigida por Carlos Schlieper según su propio guion escrito en colaboración con Ariel Cortazzo sobre una idea de Michel Durán que se estrenó el 20 de diciembre de 1951 y que tuvo como protagonistas a Alberto Closas, Olga Zubarry, Amalia Sánchez Ariño, Osvaldo Miranda y Pedro Quartucci.

## Sinopsis
Un ladrón profesional alquila una habitación en la casa de una dama venida a menos para observar el banco que va a asaltar.

## Reparto
- Alberto Closas … Luis Ayala / Baratino
- Olga Zubarry … Ana María
- Amalia Sánchez Ariño … Alfonsina
- Osvaldo Miranda … Martín
- Pedro Quartucci … Juancho
- Severo Fernández … Sr. Larica
- Nélida Romero … Elena
- Hugo Pimentel … Fredo
- Amalia Bernabé … Ernestina
- Pablo Cumo … Lorenzo Corsi
- Miguel Bebán … Corsi 2
- Enrique Fava … Corsi 3
- Elda Dessel … Rosalía
- Carmen Giménez … Sra. González
- Arsenio Perdiguero ...Portero
- Roberto Durán
- Julio Heredia
- Edda Mancini
- Alberto Lenti
- Norma Suárez
- Adelaida Demichelis

## Comentarios
King encuentra en el filme "poco y nada...que pueda rescatarse" y para Manrupe y Portela la película es una "mezcla de comedia y melodrama policial que nunca termina de definirse".
Por su parte la crónica de Noticias Gráficas dijo:

"Un film cuya intención no se capta con precisión ya que si se insinúa en todo su desarrollo el tono característico de la farsa, el diálogo que va sosteniendo y subrayando la acción no alcanza a plasmarlo de una manera definida."